# Tour Perret (Grenoble)
Pour les articles homonymes, voir Tour Perret.
La tour Perret est une tour d'observation située à Grenoble dans le parc Paul-Mistral. Édifice emblématique de la ville, c'est la première tour en béton armé construite au monde.
Elle est le seul vestige restant de l'Exposition Internationale de la Houille Blanche et du Tourisme de 1925. Sans entretien, elle est fermée au public à partir de 1960 en raison de son délabrement.
Elle est classée au titre des monuments historiques en 1998 et restaurée dans les années 2020.

## Architecture

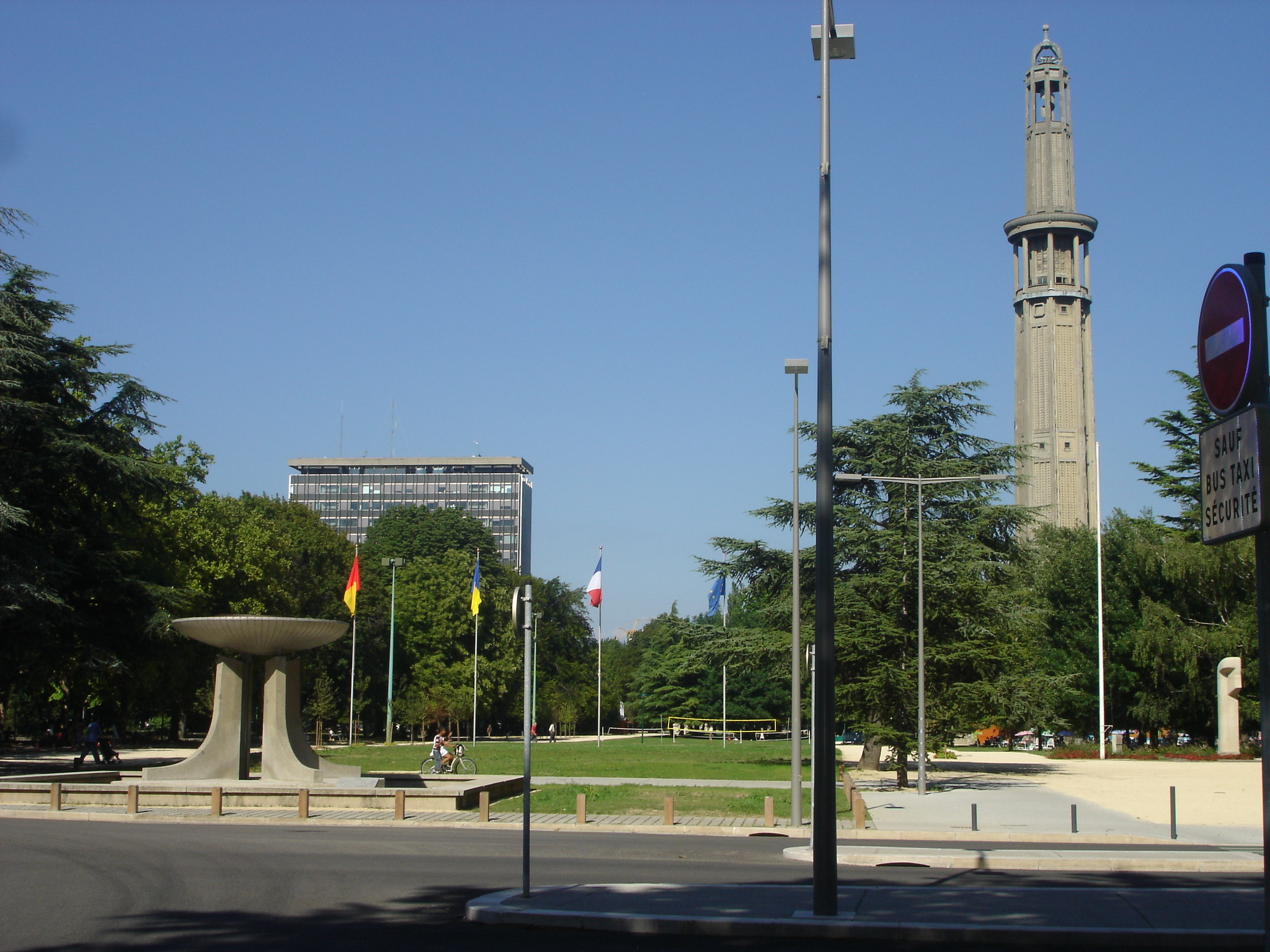
Le parc Paul-Mistral et la tour Perret (à droite) en 2007.

La tour Perret a été construite par l'architecte et entrepreneur Auguste Perret en 1924 en prévision de l'Exposition internationale de la houille blanche de 1925 sur la production, le transport et la distribution de l'énergie électrique, et le tourisme, seconde source d'activité économique dans les Alpes au début du siècle.
Haute de 95 mètres et de section octogonale, elle repose sur des fondations de 15 mètres constituées de soixante-douze pieux de béton armé,, réunis au sommet par une dalle et s'appuyant sur une couche dure de graviers. L'ossature se compose de huit poteaux verticaux. Le diamètre de la tour est de 8 mètres à la base. Le dernier étage est accessible par des escaliers hélicoïdaux (visibles dans la partie terminale ajourée) de 550 marches ou par un ascenseur double,.
Son ossature est apparente et elle ne possède pas de décoration particulière en dehors des quatre points cardinaux moulés au sommet. C'est une structure de béton armé dont les coffrages sont modulaires et répétitifs, et les remplissages préfabriqués sont des remplois qui viennent de l'église Notre-Dame du Raincy. Pour couler le béton, les moules sont faits à partir de planches en bois, dont les traces sont visibles dans la structure finale : il s'agit d'un choix de l'architecte pour mettre en valeur le matériau de construction. Les parois sont constituées de claustras faits de plaques de 60 centimètres de côté et quelques centimètres d'épaisseur qui laissent passer la lumière par des petites ouvertures triangulaires.
La tour Perret est aussi appelée « tour d'orientation », parce qu'une table d'orientation prévue par le Touring club de France en fait le tour au niveau « 60 m » (soit 35 m avant le sommet),. Une autre terrasse est accessible uniquement à pied à 85 mètres de hauteur.
En 1964, les trois tours du quartier de l'Île-Verte sont inaugurées. Elles mesurent 98 mètres de haut et deviennent les bâtiments les plus hauts de la ville, devant la tour Perret.

## Historique

### Genèse
Auguste Perret, avec l'aide de la critique d'art Marie Dormoy, vit à Grenoble pendant deux ans pour faire des conférences et rencontrer les milieux politiques et artistiques modernes. Son objectif est de faire apprécier son « ordre du béton armé », nommé ainsi en référence aux ordres de l'architecture grecque antique. L’Isère est alors une place forte de l’industrie française du ciment.
Lorsqu’il est décidé d’organiser à Grenoble une Exposition internationale de la houille blanche, Auguste Perret est chargé d'inventer une tour qui doit être le symbole de la manifestation. Il décide alors d'ériger la première tour de béton armé du monde.
Il est alors habituel dans ce genre d'évènement de construire un tel édifice au milieu des pavillons, qui permet aux visiteurs de s’orienter et de fixer un point de rendez-vous facile à trouver. Souvent, comme pour la tour Eiffel de l’exposition universelle de Paris de 1889, ces bâtiments sont les seuls à survivre à la manifestation : c'est aussi le cas de la tour Perret.
Si personne ne semble avoir critiqué l’esthétique avant-gardiste de l’ouvrage, sa structure creuse et sa légèreté suscitent par contre quelques craintes quant à sa solidité. Auguste Perret doit refaire ses calculs devant un parterre d'experts pour les rassurer. Le coût de la tour, quant à lui, se limite à 385 000 francs de l’époque (soit environ 130 000 euros de 2015), un prix très abordable pour une construction pérenne.

### Exposition internationale de la houille blanche de 1925
La construction de la tour dure onze mois.

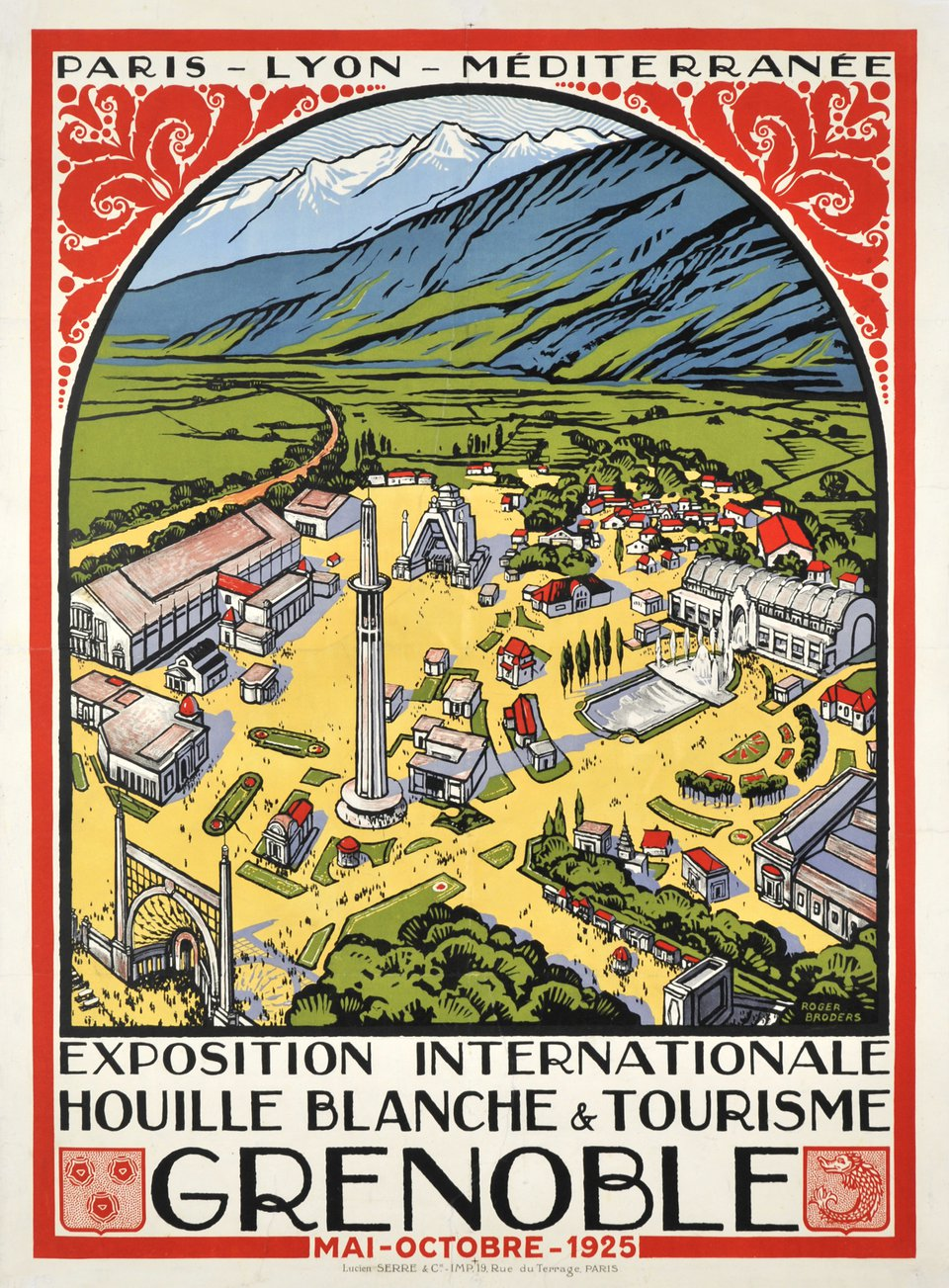
Affiche de la Compagnie des chemins de fer PLM pour l'Exposition internationale de la houille blanche de 1925 : au centre la tour Perret, à droite le palais du tourisme, à gauche le palais des transports et industries touristiques le long du futur boulevard Jean-Pain.

Durant l'exposition, du 21 mai au 25 octobre 1925, un projecteur est installé au sommet pour éclairer les bâtiments.
Lors de son inauguration, le 6 septembre 1925, par le président du conseil Paul Painlevé, Édouard Herriot et André Hesse, plus de deux mille visiteurs montent dans la tour en empruntant les ascenseurs qui desservent la plateforme d'orientation située à 60 m. Pendant tout le repas, Édouard Herriot et André Hesse, redescendus les derniers, restent bloqués dans l'ascenseur sans que les employés de la tour ne s'en aperçoivent. Cela provoque une certaine panique dans les services de police.
La tour est à la fois l'édifice le moins coûteux et le symbole de l'exposition. Aujourd'hui, la tour est la seule construction restante de cette exposition.
En 1929, une antenne de TSF a été installée au sommet de la tour afin de retransmettre les émissions de radio de « Alpes-Grenoble ».

### Dégradation de la tour

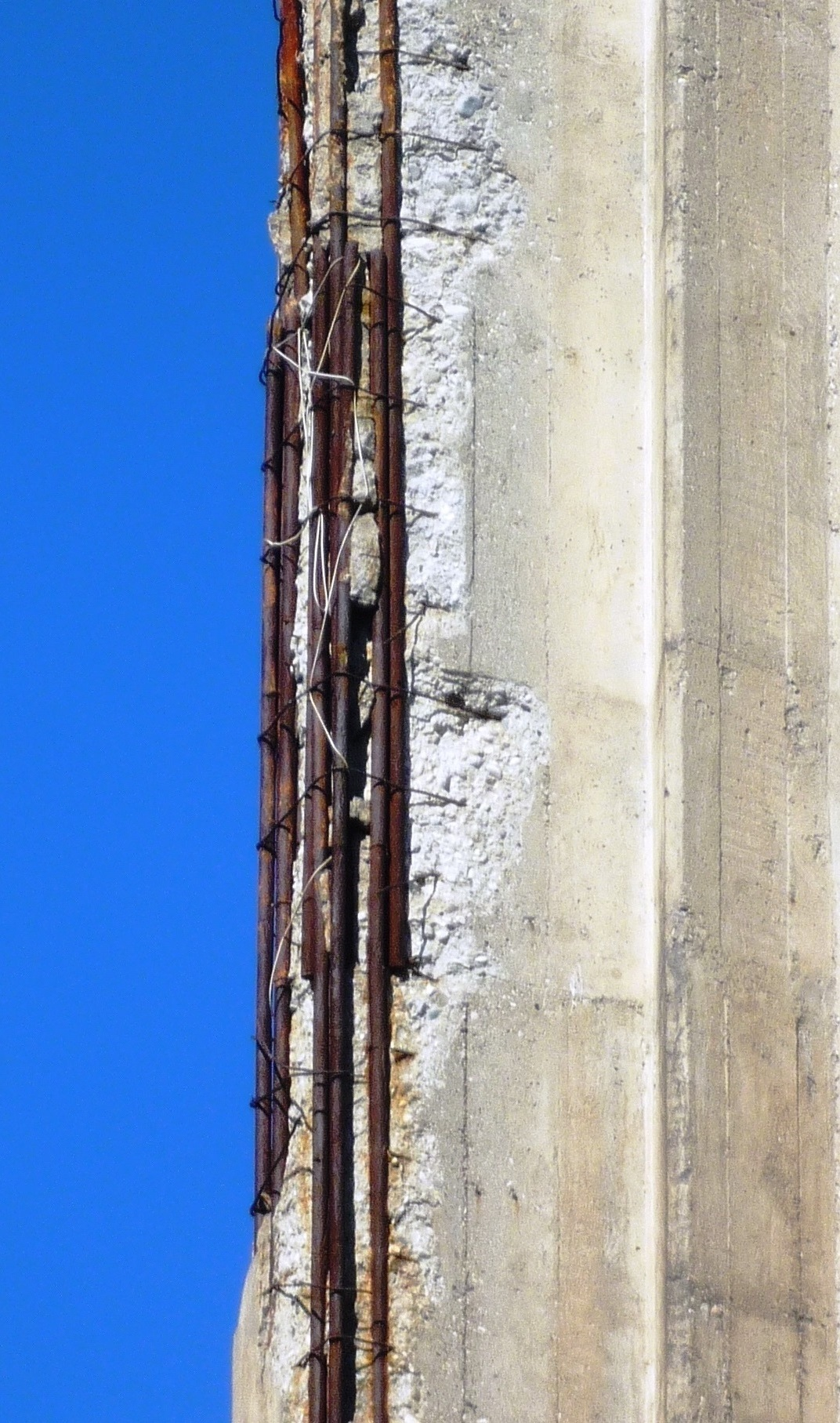
État de dégradation de la tour Perret en 2015 (détail de jonction des fers)

La tour n'est pas entretenue depuis sa construction : des ferraillages sont dénudés ou cassés et l'oxydation de l'armature métallique fait éclater le béton armé. Une restauration a lieu dans les années 1950, mais les réparations ne tiennent pas. En raison de son état, la tour Perret est fermée au public à partir de 1960. Elle reste cependant illuminée la nuit.
La tour Perret est inscrite à l'inventaire supplémentaire des monuments historiques en 1975 et obtient le 17 mars 1997 l'accord de la municipalité pour le classement définitif. Elle est classée au titre des monuments historiques en 1998. Elle est également labellisée Architecture contemporaine remarquable.
En 2005, l'étude préalable d'Alain Tillier, architecte en chef des monuments historiques estime le coût de la restauration à 4,6 millions d'euros. En 2012, l'étude Mouton a estimé le coût de la restauration à 6 millions d'euros (intérieure et extérieure) dont 60 % du coût serait supporté par une subvention de l’État et du département puisque la tour est un monument historique. Dans ces études, la restauration comprend également la réouverture de la tour au public avec des mises aux normes de sécurité[réf. nécessaire].

En 2011 et 2012, Cédric Avenier, architecte et chercheur au laboratoire AE&CC de l'école nationale supérieure d'architecture de Grenoble, relance l'intérêt pour cette tour dans les milieux scientifiques et culturels,. Il en tire un ouvrage, L'Ordre du béton. La tour Perret de Grenoble, édité en mai 2013, pour offrir un outil de discussion artistique et architectural au public et aux décideurs politiques. Il monte en 2014 puis en 2016, un comité scientifique, bénévole, avec des experts et spécialistes de la restauration des bétons armés, car les connaissances historiques, culturelles et scientifiques, permettent enfin de réaliser un chantier pilote très attendu dans ce domaine récent du patrimoine, avec des problématiques techniques et éthiques nouvelles pour le XXIe siècle[réf. nécessaire],.

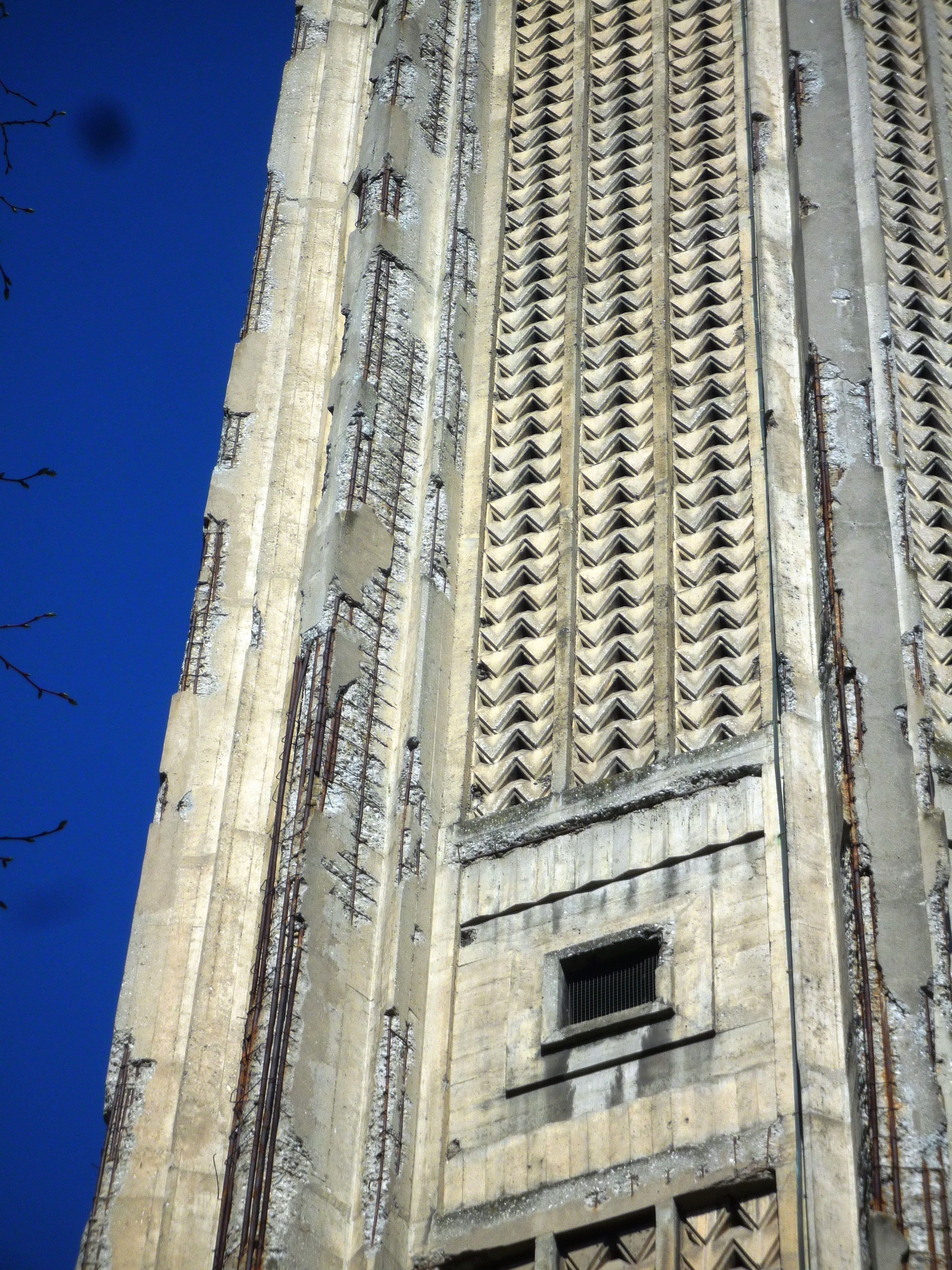
État de dégradation de la tour Perret en 2015

Le 12 septembre 2013, la pétition « Sauvons la tour Perret de Grenoble » est lancée, elle recueille plus de cinq cents signatures dès la première semaine et est relayée par plusieurs journaux locaux,,,.
Le 6 février 2014, l'association « Ensemble pour la tour Perret de Grenoble » (ETPG) est créée pour promouvoir la sauvegarde et la restauration de la tour Perret, pour diffuser le plus largement possible son histoire et son intérêt patrimonial et pour veiller et contribuer à sa mise en valeur.

### Restauration de la tour

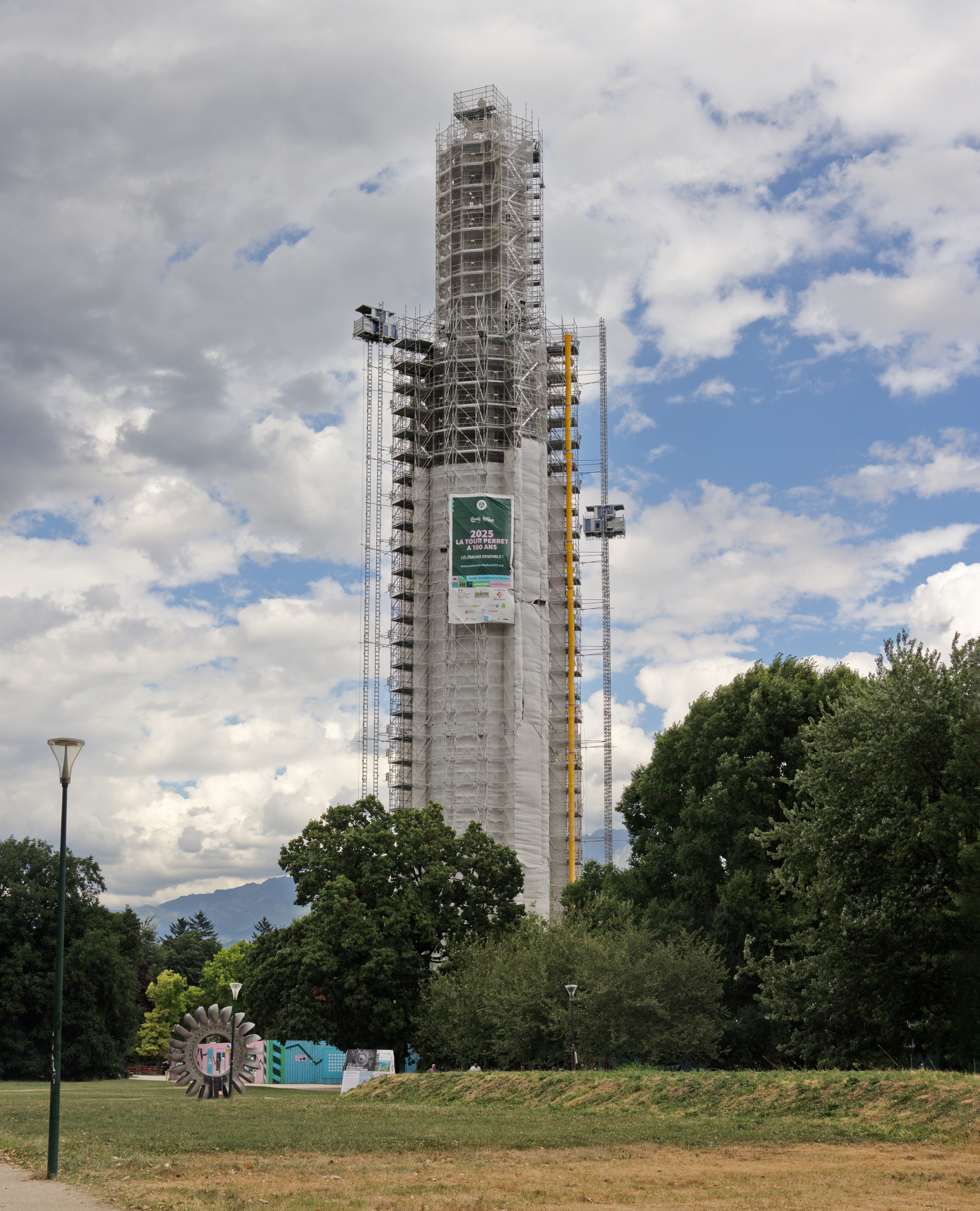
La Tour Perret en chantier, en juillet 2025

Lors des élections municipales de mars 2014, plusieurs partis se sont engagés en faveur de la restauration : la liste « Croire en Grenoble » (UMP, UDI, AEI),, la liste « Imagine Grenoble » (Modem),, la liste « Aimer Grenoble pour vous » (PS, PCF, Cap21, MRC, PRG, GE, GO Citoyenneté),, la liste « Grenoble une ville pour tous » (EELV, PG, Les Alternatifs, GA, ADES, Réseau Citoyen),,,.
Régulièrement, les médias locaux sensibilisent l'opinion publique sur l'importance d'une restauration à prévoir.
Le 7 novembre 2016, le conseil municipal de la ville de Grenoble vote un projet de réhabilitation de la tour Perret qui doit s'étendre jusqu'en 2021, année de sa réouverture prévisionnelle,. Le budget est de 15,5 millions d'euros, partagés entre l'État, le département de l'Isère et une collecte populaire faite par l'intermédiaire de la Fondation du patrimoine.
En janvier 2017, l'architecte Rudy Ricciotti vient faire une conférence au musée de Grenoble et, après avoir visité la tour vante ses qualités architecturales et promet un chantier technique.
En 2018, le concours pour la maîtrise d'oeuvre et lancé, et l'architecte François Botton est retenu en 2019.
La mairie annonce ensuite que la tour doit faire l'objet d'un « chantier-test » pour le choix des techniquesen 2020 avant le chantier principal en 2021-2022 et la fin de la restauration puis la réouverture au public en 2024. Le chantier de restauration à proprement parler commence en 2023 ; début 2025, l'ouverture est estimée pour 2026,, soit l'année qui suit le centenaire de l'Exposition internationale de la houille blanche.
Les travaux impliquent d'enlever le vieux béton, de fixer des nouvelles armatures en métal, puis de couler des nouvelles parois de béton. Les deux ascenseurs sont également restaurés, en conservant les cabines d'origine. Enfin, le jet grouting (en) est la technique utilisée pour former de nouvelles fondations et empêcher la tour de pencher,. Pendant les travaux, le chantier installe des nichoirs à oiseaux et chauve-souris et emploie des personnes en insertion professionnelle. Le chantier voit aussi l'installation d'une technologie qui injecte un faible courant électrique dans le béton pour ralentir la corrosion des armatures.

## Postérité

### Pour la municipalité
Un musée de l'œuvre de la Tour Perret est annoncé pendant les travaux de restauration des années 2020.

### En sport
À l’aube du centenaire de la Tour Perret, le Grenoble Foot 38 présente son troisième maillot pour la saison 2024-2025 de Ligue 2 et met en lumière la célèbre tour grenobloise qui fêtera son 100e anniversaire.